# Sandra Arroyo Salgado
Sandra Elizabeth Arroyo Salgado (Buenos Aires, 1 de julio de 1969) es una abogada y jueza federal argentina. Está a cargo del Juzgado Criminal y Correccional Federal N.º 1 de San Isidro desde 2006. Es conocida por intervenir en casos de gran relevancia que influyen a perfiles de alto nivel político, pero es principalmente conocida por haber sido la esposa del fallecido fiscal argentino Alberto Nisman, con quien tuvo dos hijas.

## Trayectoria

### Formación
Se recibió de Abogada en la Universidad de Buenos Aires (UBA) en 1994. Realizó un posgrado en Derecho en la Universidad Austral.

### Carrera en el Poder Judicial
Arroyo Salgado sirvió como Defensora Pública Oficial ante los Tribunales Orales en lo Criminal Federal. Fue parte de la Defensoría General de la Nación. Llegó a ocupar el cargo interino de Secretaria General de esa institución. 

## Vida personal
En 1994 contrajo matrimonio con el fiscal Alberto Nisman, con quien tuvo dos hijas: Iara y Kala. Se divorció de Nisman en el año 2012, en el cual comenzó una relación que duraría hasta el 2015 con el abogado Guillermo Elazar. Luego del fallecimiento de su exmarido se posicionó como querellante en la causa por la investigación de su fallecimiento, el cual ella sostiene que fue un homicidio.

## Causas relevantes

### Causa del exfiscal Claudio Scapolán
Arroyo Salgado, investigando la presencia del narcotráfico en la justicia, llevó a cabo la investigación contra el fiscal Claudio Scapolán por presuntos vínculos con el mismo. En esta causa evidenció la gravedad de la infiltración y la corrupción en el sistema de justicia argentino.

### Causa Senador Kueider
En diciembre de 2024 la jueza Arroyo Salgado inició una investigación contra el entonces Senador de la Nación Argentina Edgardo Kueider por presunto enriquecimiento ilícito y lavado de dinero. La causa se originó gracias a denuncias sobre el incremento injustificado e irreal del patrimonio del senador. La jueza ordenó allanamientos en diversas propiedades y solicitó el desafuero del senador. También rechazó pedidos de eximición de la defensa del senador.